# Bernd-Lutz Lange

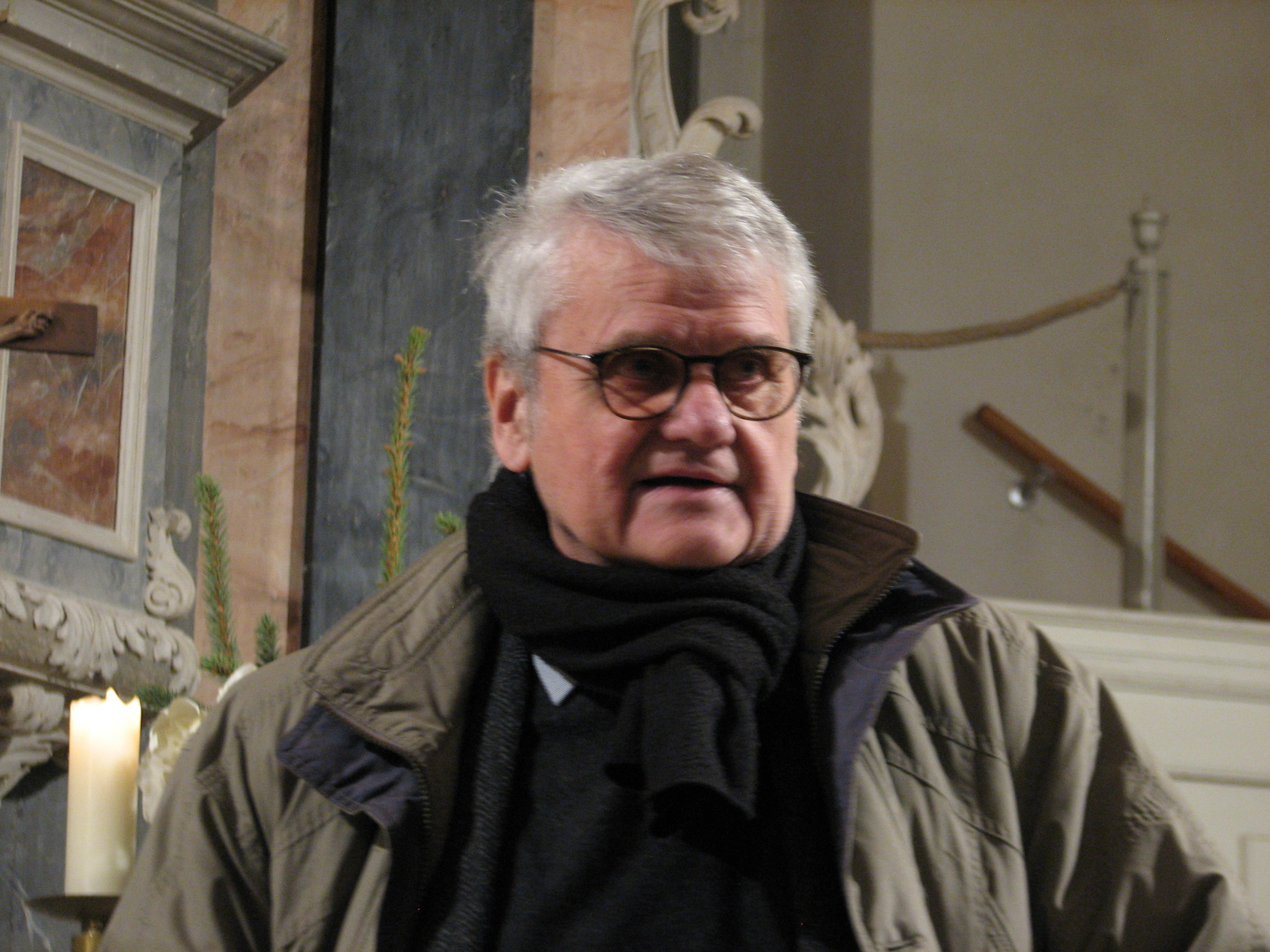
Bernd-Lutz Lange in der Kirche Panitzsch, 2. Dezember 2023

Bernd-Lutz Lange (* 15. Juli 1944 in Ebersbach, Landkreis Löbau, Sachsen) ist ein deutscher Autor und Kabarettist. Er war einer der Sechs von Leipzig, deren gemeinsamer Aufruf am 9. Oktober 1989 in Leipzig von großer Bedeutung war.

## Leben
Bernd-Lutz Lange überlebte die Bombennacht am 13. Februar 1945 in Dresden. Er wuchs in Zwickau auf. Aus politischen Gründen konnte er nicht Buchhändler lernen, sondern machte ab 1960 eine Gärtnerlehre in der Stadtgärtnerei Zwickau. Er arbeitete dann in der LPG „Sieg des Sozialismus“ in Mosel bei Zwickau. 1963 wurde Lange Hilfskraft in der Volksbuchhandlung Zwickau und absolvierte eine zweite Berufsausbildung zum Buchhändler. In dieser Zeit sammelte er erste Bühnenerfahrungen als Sänger in den drei Bands „The Playboys“, der „KFZ-Band“ und der „Club-Band“.
1965 zog Lange nach Leipzig, um dort ein Studium an der Fachschule für Buchhändler in Leutzsch (heute Teil der Hochschule für Technik, Wirtschaft und Kultur) zu beginnen. Er war auch zwei Jahre als Redakteur beim ostdeutschen Ableger des Börsenblatts für den Deutschen Buchhandel tätig. Vorher von 1968 bis 1972 arbeitete er bei der Leipziger Kommissions- und Großbuchhandelsgesellschaft (LKG) in der Abteilung Werbung.
1966 war Lange gemeinsam mit Gunter Böhnke, Christian Becher und Jürgen Hart Gründungsmitglied des Studentenkabaretts „academixer“. Im Juni 1968 war er Teilnehmer der Stauseelesung von Leipzig, die weitere politische Repressalien, aber auch die Entdeckung Wolfgang Hilbigs als Lyriker zur Folge hatte.
Im August 1968 besuchte Lange Prag, bevor der Prager Frühling niedergeschlagen wurde.
Lange wurde 1978 Berufskabarettist. 1988 verließ er die academixer und machte sich als Autor und Kabarettist gemeinsam mit Gunter Böhnke selbständig. Er schrieb alle Texte für das Kabarett-Duo. Von 1988 bis 2004 traten Lange und Böhnke zusammen auf diversen Kabarettbühnen in Deutschland auf. Das erste Programm hieß "Mir fangn gleich an!". Mit dem jüdischen Künstler Küf Kaufmann produzierte er das Programm „Fröhlich und Meschugge“. Nach der Trennung von Gunter Böhnke arbeitete er vorwiegend mit der Sängerin und Kabarettistin Katrin Weber zusammen. Mit Gunter Böhnke und Tom Pauls spielte Lange das Programm „Das Kaffeegespenst“. Am 28. Mai 2014 verabschiedete sich Bernd-Lutz Lange von der Kabarettbühne mit einer letzten Vorstellung, in der seine ehemaligen Kollegen Katrin Hart, Gunter Böhnke, Küf Kaufmann, Katrin Weber und Tom Pauls mitwirkten. Er will weiter als Autor tätig sein.
Bei den Massenprotesten 1989 engagierte sich Lange öffentlich für friedliche Veränderungen. Bekannt wurde er vor allem durch den Aufruf der „Sechs von Leipzig“, der nicht unwesentlich dazu beitrug, dass die Montagsdemonstration am 9. Oktober 1989 mit über 70.000 Teilnehmern friedlich verlief. Hierzu hatte er gemeinsam mit dem ihm gut bekannten Bildungssekretär der SED-Bezirksleitung Leipzig Roland Wötzel, dem international angesehenen Gewandhaus-Dirigenten Kurt Masur, dem diesem gut bekannten SED-Bezirkssekretär für Kultur, Kurt Meyer (ebenso wie Wötzel einer der wenigen Reformer in der Leipziger SED, die sich allerdings bis dahin nie durchsetzen konnten), dem Theologen Peter Zimmermann und dem bisher als Hardliner, durch die drohende Eskalation der Gewalt aber zur Umkehr entschlossenen Bezirkssekretär für Agitation und Propaganda Jochen Pommert einen Text verfasst, den der seinerzeit in Leipzig bekannte und beliebte Kurt Masur über den Stadtfunk verlas und der auch in allen Kirchen nach dem Friedensgebet verlesen wurde.
Ab 1990 veröffentlichte Lange mehrere Bücher, die sich mit dem Leben in der DDR, aber auch mit dem Überleben der Leipziger Juden in der Zeit des Nationalsozialismus beschäftigen.

## Privates
Lange lebt in der Leipziger Südvorstadt und ist seit 1969 mit Ehefrau Stefanie verheiratet. Ihr gemeinsamer Sohn ist Alexander „Sascha“ Lange (* 1971, Historiker, Autor und Musiker), von dem Bücher etwa über die Leipziger Meuten (Jugendopposition im Nationalsozialismus) und über Depeche Mode stammen. Vater und Sohn haben 2019 zusammen das Buch „David und Goliath“ über das Geschehen in Leipzig vor, am und nach dem 9. Oktober 1989 veröffentlicht.

## Auszeichnungen
- 2014 wurde Lange mit dem Verdienstkreuz 1. Klasse der Bundesrepublik Deutschland ausgezeichnet.[2]
- Im Januar 2019 wurde Lange Ehrenbürger der Stadt Zwickau.
- Am 3. Juni 2023 erhielt er die Sächsische Verfassungsmedaille.[3]
- 2025: Deutscher Kleinkunstpreis (Ehrenpreis)[4]

## Buchveröffentlichungen
- Liederliches Leipzig – Kleiner Stadtrundgang mit Liedern und Gedichten, 2 Bände, Edition Peters 1985.
- Nischd erreichd un drodsdähm frehlich! zp-Verlag, 1990.
- Deutsch-Sächsisch: Machense geene Fissemaddenzchn! Eichborn Verlag, 1991, ISBN 978-3-8218-1263-2.
- Sächsische Witze, 5 Bände, Eichborn Verlag, 1991–1997.
- Jüdische Spuren in Leipzig. Leipzig, Forum Verlag, 1993, ISBN 978-3-86151-049-9.
- Davidstern und Weihnachtsbaum – Erinnerungen von Überlebenden. Forum Verlag Leipzig, 1993, ISBN 978-3-86151-034-5.
- SACHSEN Dictionary, Wörterbuch Sächsisch-Deutsch Deutsch-Sächsisch, Wilhelm Heyne Verlag, 1995, ISBN 978-3-453-09516-8.
- Dämmerschoppen. Geschichten von drinnen und draußen. Gustav Kiepenheuer, 1997, ISBN 978-3-378-00607-2.
- Bonzenschleuder und Rennpappe. Der Volksmund in der DDR. Forum Verlag Leipzig, 1997, ISBN 978-3-86151-055-0.
- Magermilch und lange Strümpfe. Gustav Kiepenheuer, 1999, ISBN 978-3-378-00621-8.
- Ansichtssache. Frieden-Vertriebsgemeinschaft, 2000, ISBN 978-3-932900-38-9.
- Es bleibt alles ganz anders. Deutsch-deutsche Wunderlichkeiten. Hohenheim Verlag, 2000, ISBN 978-3-89850-021-0.
- Mauer, Jeans und Prager Frühling. Gustav Kiepenheuer, 2003, ISBN 978-3-378-01066-6.
- Teekessel und Othello: Meine sächsischen Lieblingswitze. Hohenheim Verlag, 2004, ISBN 978-3-89850-122-4.
- Ratloser Übergang: In meinem neuen Deutschland. Gustav Kiepenheuer, 2006, ISBN 978-3-378-01086-4.
- Gebrauchsanweisung für Leipzig. Piper, 2008, ISBN 978-3-492-27560-6.
- Das Leben ist ein Purzelbaum: Von der Heiterkeit des Seins. Aufbau Verlag, Berlin, 2011, ISBN 978-3-351-02737-7.
- mit Tom Pauls: Nischd wie hin: Unsere sächsischen Lieblingsorte. Aufbau Verlag, Berlin, 2013, ISBN 978-3-351-03541-9.
- Das gabs früher nicht: Ein Auslaufmodell zieht Bilanz. Aufbau Verlag, Berlin, 2016, ISBN 978-3-351-03650-8.
- Zwischen Altem Steinweg und Dresdner Tor. Erinnerungen an die Zwickauer Altstadt. Buchhandlung & Verlag E. Walter Marx Nachf., Zwickau, 2018, ISBN 978-3-9820127-1-1.
- Bernd-Lutz Lange, Sascha Lange: David gegen Goliath – Erinnerungen an die Friedliche Revolution. Aufbau-Verlag, Berlin 2019, ISBN 978-3-351-03787-1 (221 S.).
- Freie Spitzen. Politische Witze und Erinnerungen aus den Jahren des Ostblocks. Aufbau Verlag, Berlin, 2021, ISBN 978-3-351-03885-4.
- Café Continental. Aufbau Verlag, Berlin, 2024, ISBN 978-3-351-04215-8.

## Hörbuch-Veröffentlichungen
- Magermilch und lange Strümpfe. MDR/Der Audio Verlag, Berlin 2001, ISBN 978-3-89813-142-1
- mit Küf Kaufmann: Fröhlich und Meschugge. Löwenzahn Medien, Leipzig 2001, ISBN 978-3-9804766-6-9
- Teekessel und Othello. Meine sächsischen Lieblingswitze. Hoerwerk Leipzig/Militzke Verlag, Leipzig 2005, ISBN 978-3-86189-912-9
- Mauer, Jeans und Prager Frühling. MDR/Der Audio Verlag, Berlin 2006, ISBN 978-3-89813-276-3
- Ratloser Übergang. MDR/Der Audio Verlag, Berlin 2007, ISBN 978-3-89813-643-3
- Gebrauchsanweisung für Leipzig. MDR/Der Audio Verlag, Berlin 2009, ISBN 978-3-89813-834-5
- Das Leben ist ein Purzelbaum: Von der Heiterkeit des Seins. Hoerwerk, Leipzig 2012, ISBN 978-3-86189-941-9
- Zeitensprünge – Kreuz und quer durch mein Leben. Aufbau-Verlag, Berlin 2014, ISBN 978-3-351-03288-3